# Costoanachis similis
Costoanachis similis (Ravenel, 1861) è un mollusco gasteropode appartenente alla famiglia Columbellidae, diffuso nel Golfo del Messico.